# Cointreau
Cointreau je francouzský ovocný likér, jenž má hořkosladkou chuť. Tento likér se vyrábí z pomerančů a pomerančové kůry. Obsahuje 40 % alkoholu. Cointreau má svůj původ v Angers na Loiře, kde se i začal vyrábět roku 1849.

## Výroba
Jedná se o likér zhotovený z kvalitního lihu, rafinovaného cukru a výtažků z kůr (mnohdy směsí) vybraných druhů pomerančů původem z Haiti, Španělska a Brazílie.

## Vlastnosti a použití
Chuť je současně sladká i hořká, se stopou po kardamomu a muškátovém oříšku. Vyznačuje se řadou vůní. Likér se podává s ledem, kolem něhož nastává opalizace a proudění, likér je označován živým. Je doporučeno jej podávat s limetkou v poměru 1 : 4, či do kávy se šlehačkou. Je vhodný k ovoci, sýrům i biftekům.